# Cyclosa olivenca
Cyclosa olivenca är en spindelart som beskrevs av Levi 1999. Cyclosa olivenca ingår i släktet Cyclosa och familjen hjulspindlar. Inga underarter finns listade i Catalogue of Life.